# Melospiza
Melospiza är ett fågelsläkte i familjen amerikanska sparvar inom ordningen tättingar. Släktet omfattar endast tre arter som förekommer i Nord- och Centralamerika från Alaska till centrala Mexiko:
- Sångsparv (M. melodia)
- Träsksparv (M. georgiana)
- Kärrsparv (M. lincolnii)